# Reptilhjärnan
| Reptilhjärnan |
| --- |
| - Betydelse – den driftpräglade delen av människans hjärna - Inkluderar – hjärnstammen, ibland även amygdala och lillhjärnan - Liknelse – påminner till utseende och funktion om hjärnan hos reptiler |

Reptilhjärnan är en skämtsam benämning för det område i människans hjärna som är verksamt vid driftpräglade beteenden och grundläggande biologiska funktioner. Oftast syftar begreppet på hjärnstammen, men i vissa fall räknas även lillhjärnan och amygdala dit. Reptilhjärnan är inte ett vetenskapligt begrepp, men spritt i massmedier. Det har använts sedan 1960–talet.
Begreppet syftar på att hjärnstammen liknar en reptils hjärna, och dessutom anses det att det inte finns några nyanser i en sådan hjärna. Det handlar bara om vän eller fiende, flykt eller försvar. Därför finns inte heller någon lekinstinkt där. Ordet avspeglar uppfattningen om reptiler som "primitiva", aggressiva (särskilt krokodiler) och styrda av instinkter.
"Reptilhjärnan" används som begrepp i diskussioner där man pratar om människans grundläggande behov och funktioner, de som styrs av det autonoma nervsystemet. Här fattas beslut omkring föda, fortplantning och individens konkurrerande med sin miljö.